# Hidden Figures
Hidden Figures (bra: Estrelas Além do Tempo; prt: Elementos Secretos) é um filme de drama biográfico estadunidense de 2016, dirigido por Theodore Melfi, com roteiro de Allison Schroeder e do próprio diretor baseado no livro homônimo de Margot Lee Shetterly.
Estrelado por Taraji P. Henson, Octavia Spencer, Janelle Monáe, Kevin Costner, Kirsten Dunst e Jim Parsons, Hidden Figures conta a história de três matemáticas da NASA (Katherine Johnson, Dorothy Vaughn e Mary Jackson) e estreou nos Estados Unidos em 25 de dezembro de 2016.

## Elenco
- Taraji P. Henson como Katherine Johnson, uma matemática
- Octavia Spencer como Dorothy Vaughan, uma matemática e supervisora
- Janelle Monáe como Mary Jackson, uma matemática e engenheira
- Kevin Costner como Al Harrison, o diretor da Space Task Group (STG)
- Kirsten Dunst como Vivian Mitchell, uma supervisora
- Jim Parsons como Paul Stafford, um engenheiro da STG
- Glen Powell como John Glenn, um astronauta
- Mahershala Ali como Jim Johnson, um militar e futuro marido de Katherine
- Donna Biscoe como Joylette Coleman, a mãe de Katherine
- Karan Kendrick como a jovem Joylette Coleman
- Rhoda Griffis como uma bibliotecária
- Maria Howell como Sra. Summer
- Aldis Hodge como Levi Jackson
- Paige Nicollette como Eunice Smith
- Gary Weeks como um repórter
- Saniyya Sidney como Constance Johnson

## Prêmios e indicações
| Lista de prêmios e indicações             | Lista de prêmios e indicações | Lista de prêmios e indicações                    | Lista de prêmios e indicações | Lista de prêmios e indicações | Lista de prêmios e indicações |
| Premiação                                 | Categoria                     | Indicação                                        | Resultado                     | Ref.                          |                               |
| ----------------------------------------- | ----------------------------- | ------------------------------------------------ | ----------------------------- | ----------------------------- | ----------------------------- |
| Critics Choice Awards                     | Melhor atriz coadjuvante      | Janelle Monáe                                    | Indicado                      | [ 6 ]                         |                               |
| Critics Choice Awards                     | Melhor roteiro adaptado       | Allison Schroeder Theodore Melfi                 | Indicado                      | [ 6 ]                         |                               |
| Critics Choice Awards                     | Melhor elenco                 | Todo o elenco                                    | Indicado                      | [ 6 ]                         |                               |
| Hollywood Film Awards                     | Hollywood Production          | Wynn Thomas                                      | Venceu                        | [ 7 ]                         |                               |
| Hollywood Film Awards                     | Hollywood Spotlight           | Janelle Monáe                                    | Venceu                        | [ 7 ]                         |                               |
| Hollywood Music in Media Awards           | Melhor canção                 | "Running" Pharrell Williams                      | Indicado                      | [ 8 ] [ 9 ]                   |                               |
| National Board of Review                  | Top 10                        | Hidden Figures                                   | Venceu                        | [ 10 ]                        |                               |
| National Board of Review                  | Melhor elenco                 | Todo o elenco                                    | Venceu                        | [ 10 ]                        |                               |
| Palm Springs International Film Festival  | Melhor elenco                 | Todo o elenco                                    | Venceu                        | [ 11 ]                        |                               |
| Santa Barbara International Film Festival | Virtuosos                     | Janelle Monáe                                    | Venceu                        | [ 12 ]                        |                               |
| SAG Awards                                | Melhor elenco em Cinema       | Todo o elenco                                    | Venceu                        | [ 13 ]                        |                               |
| Satellite Awards                          | Melhor filme                  | Hidden Figures                                   | Pendente                      | [ 14 ]                        |                               |
| Satellite Awards                          | Melhor atriz                  | Taraji P. Henson                                 | Pendente                      | [ 14 ]                        |                               |
| Satellite Awards                          | Melhor atriz coadjuvante      | Octavia Spencer                                  | Pendente                      | [ 14 ]                        |                               |
| Satellite Awards                          | Melhor roteiro adaptado       | Allison Schroeder Theodore Melfi                 | Pendente                      | [ 14 ]                        |                               |
| Satellite Awards                          | Melhor trilha sonora          | Hans Zimmer Pharrell Williams Benjamin Wallfisch | Pendente                      | [ 14 ]                        |                               |
| Satellite Awards                          | Melhor canção                 | "Running" Pharrell Williams                      | Pendente                      | [ 14 ]                        |                               |
| Satellite Awards                          | Melhor elenco                 | Todo elenco                                      | Venceu                        | [ 14 ]                        |                               |